# Смерть Валленштейна
«Смерть Валленштейна» (нем. Wallensteins Tod) — пьеса Фридриха Шиллера, третья часть исторической трилогии «Валленштейн». Была впервые поставлена на сцене в 1799 году.
Изначально, заинтересовавшись Альбрехтом фон Валленштейном, Шиллер планировал создать одну пьесу на эту тему. Однако по ходу работы количество материала росло, и по предложению Гёте драматург в 1798 году разделил основную часть текста на две пьесы — драму «Пикколомини» и трагедию «Смерть Валленштейна», а прологом к ним стала комедия «Лагерь Валленштейна». «Смерть Валленштейна» была поставлена в Веймаре 20 апреля 1799 года.

## Сюжет
Действие пьесы происходит в 1634 году в Эгере. Здесь расположился со своей армией Валленштейн, давно планирующий изменить императору и, используя шведов, захватить чешскую корону. Генерал Оттавио Пикколомини возглавляет заговор против него, действуя в интересах императора. Сын генерала Макс, полковник кирасиров, влюблён в дочь Валленштейна и не может его предать. Осознав безвыходность ситуации, он фактически совершает самоубийство. Валленштейн же погибает от рук заговорщиков.